# Kim Song-guk (tirador)
Kim Song-guk (en coreano: 김성국; nacido el 5 de octubre de 1985) es un tirador norcoreano. Participó en los Juegos Olímpicos de Río de Janeiro 2016 en los eventos de pistola de aire a 10 metros masculino y pistola a 50 metros masculino, ganando en este último una medalla de bronce.